# Combinada nòrdica als Jocs Olímpics d'hivern de 2018 - equips
La prova de combinada nòrdica per equips dels Jocs Olímpics d'Hivern de 2018 de Pyeongchang va ser una de les tres proves que conformà el programa oficial de combinada nòrdica dels Jocs. La prova es disputà el 22 de febrer de 2018 a l'Alpensia Ski Jumping Centre i a l'Alpensia Cross-Country Centre.

## Medaller
| Or                                                                      | Argent                                                                   | Bronze                                                                |
| AlemanyaVinzenz Geiger · Fabian Rießle · Eric Frenzel · Johannes Rydzek | NoruegaJan Schmid · Espen Andersen · Jarl Magnus Riiber · Jørgen Graabak | ÀustriaWilhelm Denifl · Lukas Klapfer · Bernhard Gruber · Mario Seidl |

## Format de la prova
La prova comença amb un salt d'esquí des del trampolí de 140 metres. La diferència de punts de cada equip és transformada en temps seguint el mètode de Gundersen (1 punt = 1,33 segons). Tot seguit es disputa una carrera d'esquí de fons per relleus de 4x5 km. El primer equip en creuar la línia de meta guanya la prova.

## Resultats

### Salt amb esquís
La prova del salt d'esquí es va disputar a les 16:30.
| Pos. | Dorsal                 | CON                                                                           | Distància (m)           | Pts                           | Penalització |
| ---- | ---------------------- | ----------------------------------------------------------------------------- | ----------------------- | ----------------------------- | ------------ |
| 1    | 7 7–1 7–2 7–3 7–4      | ÀustriaMario Seidl · Bernhard Gruber · Lukas Klapfer · Wilhelm Denifl         | 131.0 136.0 131.0 138.5 | 469.5 112.6 117.9 114.6 124.4 | –            |
| 2    | 9 9–1 9–2 9–3 9–4      | AlemanyaEric Frenzel · Vinzenz Geiger · Fabian Rießle · Johannes Rydzek       | 137.0 129.5 127.5 138.0 | 464.7 123.6 102.6 109.2 129.3 | +0:06        |
| 3    | 8 8–1 8–2 8–3 8–4      | JapóHideaki Nagai · Go Yamamoto · Yoshito Watabe · Akito Watabe               | 127.0 132.5 128.0 137.5 | 455.3 106.8 111.3 110.9 126.3 | +0:19        |
| 4    | 10 10–1 10–2 10–3 10–4 | NoruegaJørgen Graabak · Jarl Magnus Riiber · Espen Andersen · Jan Schmid      | 133.5 128.5 132.0       | 449.2 114.4 117.9 105.0 111.9 | +0:27        |
| 5    | 5 5–1 5–2 5–3 5–4      | FrançaFrançois Braud · Jason Lamy-Chappuis · Antoine Gérard · Maxime Laheurte | 129.5 127.5 127.0 133.0 | 417.9 127.0 92.2 97.6 116.4   | +1:09        |
| 6    | 3 3–1 3–2 3–3 3–4      | TxèquiaOndřej Pažout · Miroslav Dvořák · Lukáš Daněk · Tomáš Portyk           | 123.0 120.5 119.5 131.0 | 382.2 100.1 88.0 81.5 112.6   | +1:56        |
| 7    | 6 6–1 6–2 6–3 6–4      | FinlàndiaIlkka Herola · Leevi Mutru · Hannu Manninen · Eero Hirvonen          | 133.0 108.0 116.0 133.5 | 381.3 116.6 61.3 82.4 121.0   | +1:58        |
| 8    | 1 1–1 1–2 1–3 1–4      | PolòniaWojciech Marusarz · Paweł Słowiok · Adam Cieślar · Szczepan Kupczak    | 114.0 107.0 121.5 130.0 | 337.2 72.8 67.9 85.6 110.9    | +2:56        |
| 9    | 2 2–1 2–2 2–3 2–4      | Estats UnitsBen Loomis · Ben Berend · Taylor Fletcher · Bryan Fletcher        | 111.5 120.0 100.0 129.5 | 324.8 78.2 87.5 52.9 106.2    | +3:13        |
| 10   | 4 4–1 4–2 4–3 4–4      | ItàliaAaron Kostner · Lukas Runggaldier · Alessandro Pittin · Raffaele Buzzi  | 106.5 105.5 112.5 123.0 | 291.8 69.4 56.9 77.0 88.5     | +3:57        |

### Esquí de fons
La cursa d'esquí de fons va començar a les 19:20.
| Pos. | Dorsal                 | CON                                                                           | Temps de sortida | Temps final                             | Rànquing | Temps final | Temps perdut |
| ---- | ---------------------- | ----------------------------------------------------------------------------- | ---------------- | --------------------------------------- | -------- | ----------- | ------------ |
| 1    | 2 2–1 2–2 2–3 2–4      | AlemanyaVinzenz Geiger · Fabian Rießle · Eric Frenzel · Johannes Rydzek       | 0:06             | 46:03.8 11:33.8 11:24.1 11:05.4 12:00.5 | 1        | 46:09.8     | —            |
| 2    | 4 4–1 4–2 4–3 4–4      | NoruegaJan Schmid · Espen Andersen · Jarl Magnus Riiber · Jørgen Graabak      | 0:27             | 46:35.5 11:24.9 11:55.5 11:28.2 11:46.9 | 2        | 47:02.5     | +52.7        |
| 3    | 1 1–1 1–2 1–3 1–4      | ÀustriaWilhelm Denifl · Lukas Klapfer · Bernhard Gruber · Mario Seidl         | 0:00             | 47:17.6 11:52.2 11:53.8 11:23.6 12:08.0 | 5        | 47:17.6     | +1:07.8      |
| 4    | 3 3–1 3–2 3–3 3–4      | JapóYoshito Watabe · Hideaki Nagai · Go Yamamoto · Akito Watabe               | 0:19             | 47:59.6 11:43.5 11:49.7 12:22.1 12:04.3 | 7        | 48:18.6     | +2:08.8      |
| 5    | 5 5–1 5–2 5–3 5–4      | FrançaAntoine Gérard · François Braud · Maxime Laheurte · Jason Lamy-Chappuis | 1:09             | 47:28.0 11:39.8 11:47.2 12:00.8 12:00.2 | 6        | 48:37.0     | +2:27.2      |
| 6    | 7 7–1 7–2 7–3 7–4      | FinlàndiaLeevi Mutru · Ilkka Herola · Eero Hirvonen · Hannu Manninen          | 1:58             | 46:42.5 11:41.0 11:26.5 11:26.7 12:08.3 | 3        | 48:40.5     | +2:30.7      |
| 7    | 6 6–1 6–2 6–3 6–4      | TxèquiaTomáš Portyk · Ondřej Pažout · Lukáš Daněk · Miroslav Dvořák           | 1:56             | 48:11.1 11:41.5 12:09.3 12:08.1 12:12.2 | 8        | 50:07.1     | +3:57.3      |
| 8    | 10 10–1 10–2 10–3 10–4 | ItàliaLukas Runggaldier · Aaron Kostner · Raffaele Buzzi · Alessandro Pittin  | 3:57             | 47:17.1 11:45.2 12:06.3 11:37.5 11:48.1 | 4        | 51:14.1     | +5:04.3      |
| 9    | 8 8–1 8–2 8–3 8–4      | PolòniaPaweł Słowiok · Wojciech Marusarz · Szczepan Kupczak · Adam Cieślar    | 2:56             | 48:28.8 11:44.3 12:20.8 12:22.9 12:00.8 | 10       | 51:24.8     | +5:15.0      |
| 10   | 9 9–1 9–2 9–3 9–4      | Estats UnitsTaylor Fletcher · Ben Berend · Ben Loomis · Bryan Fletcher        | 3:13             | 48:13.5 11:38.7 12:42.3 11:51.3 12:01.2 | 9        | 51:26.5     | +5:16.7      |